# Rosenthal-Bielatal
Rosenthal-Bielatal település Németországban, azon belül Szászország tartományban. Lakosainak száma 1550 fő (2023. december 31.). Rosenthal-Bielatal Bad Gottleuba-Berggießhübel, Děčín, Jílové és Tisá községekkel határos.

## Népesség
A település népességének változása:
| Lakosok száma | 1608 | 1592 | 1596 | 1580 | 1550 |
|               | 2017 | 2019 | 2021 | 2022 | 2023 |